# Já, Claudius
Já, Claudius je historický román britského spisovatele Roberta Gravese, který vypráví historii římské císařské rodiny z první císařské dynastie Juliánsko-Claudiovské z pohledu pozdějšího císaře Claudia. Vyprávění je psáno v první osobě a na pozadí skutečných historických událostí je rozehráván fiktivní příběh, popisující život a intriky tehdejších vládců Středomoří. Kniha byla o rok později následována pokračováním nazvaným Claudius Bůh a jeho žena Messalina, které popisuje dobu panovaní Claudia až do jeho smrti (v závěru je doplněna satirou Claudiova současníka na císařovu smrt).

## Příběh
Kniha Já, Claudius začíná proslovem Claudia ke svým budoucím čtenářům, kteří – jak věří na základě Sibylina proroctví – jeho příběh po 1900 letech naleznou a po jeho přečtení nejenže pochopí Claudiovu motivaci ke všemu, co udělal, ale také pravdivě poznají římské dějiny. Příběh poté čtenáře vede přes vládu Augusta, ovlivňovaného svou manželkou (a Claudiovou babičkou) Livií, Tiberia a Caliguly až k okamžiku, kdy je Claudiův synovec Caligula zavražděn a Claudius sám – přes svůj odpor, neboť on byl stoupencem republiky – prohlášen císařem.
Pokračování Claudius Bůh a jeho žena Messalina začíná v okamžiku, kdy předchozí kniha skončila, tedy v momentě, kdy byl Claudius praetoriánskou gardou provolán císařem. Velkou část knihy zabírá líčení doby, kdy byl ženatý s mnohem mladší Messalinou, která ho neustále podváděla a nakonec zřejmě připravovala i státní převrat. Po odhalení těchto nevěr a spiknutí byla Messalina popravena.

### Historická přesnost
Většina příběhu je založena na skutečných historických událostech a vychází z historických spisů Suetonia, Tacita, Plutarcha a dalších. Prostor mezi těmito pevnými body Graves vyplňuje důmyslnou a většinou uvěřitelnou dramatickou konstrukcí – v mezích vedení příběhu nicméně dochází k určité polarizaci na kladné (Augustus, Claudius) a záporné (Livie, Tiberius, Caligula) postavy.

## Já, Claudiusve filmu, rozhlase televizi
V roce 1976 uvedla britská televizní stanice BBC dvanáctidílný seriál nazvaný Já, Claudius, který zpracovává děj obou knih. Seriál je vysoce ceněn a získal celou řadu ocenění včetně Emmy. Hlavní roli císaře Claudia ztvárnil Derek Jacobi, ve vedlejších rolích se objevili např. Patrick Stewart (Seianus), John Hurt (Caligula) či John Rhys-Davies (Macro). Seriál byl několikrát uveden i v Československé televizi před rokem 1989 a po něm znovu reprízován.
V roce 2000 byla Českým rozhlasem nahrána v režii Markéty Jahodové osmidílná rozhlasová adaptace. Titulní roli v ní ztvárnil Viktor Preiss.